# Rete tranviaria di Ginevra
La rete tranviaria di Ginevra è la rete tranviaria che serve la città svizzera di Ginevra, composta da cinque linee.

## Linee
| Linea | Percorso                                          | Entrata in servizio | Ultima estensione | Comuni serviti                                                                              | Stazioni | Gestore |
| ----- | ------------------------------------------------- | ------------------- | ----------------- | ------------------------------------------------------------------------------------------- | -------- | ------- |
| 12    | Lancy-Bachet-Gare ↔ Moillesulaz                   | 1862                | 2008              | Lancy, Carouge, Ginevra, Chêne-Bougeries, Chêne-Bourg, Thônex                               | 25       | TPG     |
| 14    | Bernex-Vailly ↔ Meyrin-Gravière                   | 2007                | 2021              | Bernex, Confignon, Onex, Lancy, Ginevra, Vernier, Meyrin                                    | 30       | TPG     |
| 15    | Nations ↔ Palettes via Acacias                    | 2004                | 2006              | Ginevra, Carouge, Lancy                                                                     | 20       | TPG     |
| 17    | Lancy-Pont-Rouge-Gare ↔ Annemasse-Parc Montessuit | 2019                | 2019              | Lancy, Carouge, Ginevra, Chêne-Bougeries, Chêne-Bourg, Thônex, Gaillard, Ambilly, Annemasse | 26       | TPG     |
| 18    | Palettes ↔ CERN                                   | 2012                | 2022              | Lancy, Carouge, Ginevra, Vernier, Meyrin                                                    | 31       | TPG     |